# Jysk Park
Jysk Park er et fodboldstadion i Silkeborg. Stadionet er hjemmebane for Silkeborg IF og har plads til 10.000 tilskuere. Byggeriet af Jysk Park gik i gang i 2015 og færdiggjordes sommeren 2017. Det blev indviet den 31. juli 2017 i en kamp mellem Silkeborg IF og AGF.
Stadionet ligger i Søhøjlandet ved siden af JYSK Arena. Konstruktionen var et samarbejde imellem Silkeborg IF Invest A/S og Silkeborg Kommune og kostede 130 mio. kroner, hvor kommunen betalte de 60 mio. og Silkeborg IF de sidste 70 mio. kroner.
Banen på Jysk Park består af kunstgræs og der er elvarme i banen. Stadionlys er et 1400 lux anlæg

## Kapacitet
Den samlede kapacitet er 10.000 tilskuere fordelt på ståpladser og ca. 5.800siddepladser.  